# Lutayan
Lutayan è una municipalità di terza classe delle Filippine, situata nella Provincia di Sultan Kudarat, nella regione di Soccsksargen.
Lutayan è formata da 11 baranggay:
- Antong
- Bayasong
- Blingkong
- Lutayan Proper
- Maindang
- Mamali
- Manili
- Palavilla
- Sampao
- Sisiman
- Tamnag (Pob.)